# 火车站街区
火车站街区是中华人民共和国江苏省泰州市海陵区下辖的一个类似乡级单位。是为完善泰州站周围的城市建设，而于2010年设置的行政区。
街区以泰州站站房为中心和北部顶点。街区规划功能为交通、旅游服务、商务办公、大型商业等为主，兼有部分居住功能。2010年10月，中共泰州市市委、泰州市人民政府设立火车站街区管理委员会，是为负责街区日常行政的办事机构，机构级别为正处级。

## 行政区划
下辖以下地区：
双墩村、周桥村、东石羊村和西石羊村。